# Valley View, Texas
Valley View là một thành phố thuộc quận Cooke, tiểu bang Texas, Hoa Kỳ. Năm 2010, dân số của xã này là 757 người.

## Dân số
- Dân số năm 2000: 737 người.
- Dân số năm 2010: 757 người.